# Clemenstorget

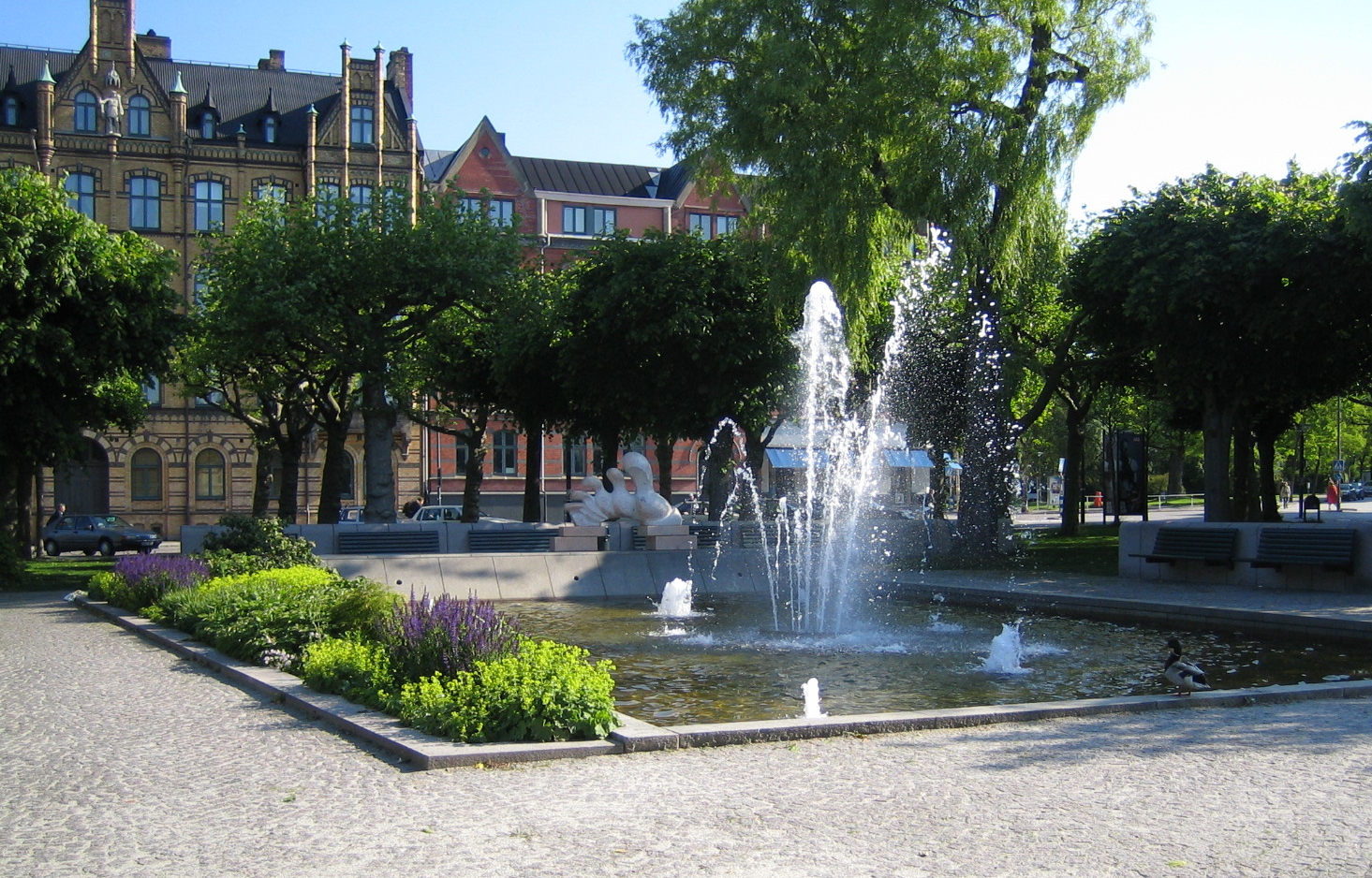
Blick auf den Platz in Richtung Sankt Laurentiigatan

Clemenstorget ist ein Platz in der südschwedischen Stadt Lund. Er liegt im mittelalterlichen Stadtkern, östlich bis nordöstlich des Bahnhofes Lund C, im Stadtteil Centrala staden.

## Geschichte
Der Platz wurde im Zuge des Baus der Södra stambanan um 1860 angelegt und bestand aus einem bepflanzten Rondell und Parkbänken. Um die Jahrhundertwende wurden die umliegenden Gebäude errichtet. Die Nordseite wird von einem großen Gebäude im Jugendstil dominiert, welches von Oscar Hägg entworfen wurde. An der Westseite, zum hinteren Bahnhofsbereich, befindet sich die alte Zollkammer von 1894. Mit der Errichtung des Mårtenstorget und der Eröffnung der Markthalle 1909 wurde auf dem Platz mit Pferden und anderen Nutztieren gehandelt.
Die jetzige Gestaltung geht auf einen Architekturwettbewerb von 1940 zurück, der umfangreiche Bepflanzungen mit sich zog. Heute besteht der Platz hauptsächlich aus Platanen sowie Linden und Rosskastanien. Der südöstliche Teil in Richtung Bahnhof besteht aus einem gepflasterten Platz. In der Mitte des Clemenstorget befindet sich ein Teich mit einem Springbrunnen.
In den 1990er-Jahren wurde der Westteil nach Plänen von Sven-Ingvar Andersson für Fahrradstellplätze umgebaut und ebenfalls mit Platanen versehen. Hinter dem Teich befindet sich eine Skulptur des Lunder Künstlers Staffan Nihlén.